# La Haye-Saint-Sylvestre
Haye-Saint-Sylvestre – miejscowość i gmina we Francji, w regionie Normandia, w departamencie Eure.
Według danych na rok 1990 gminę zamieszkiwały 243 osoby, a gęstość zaludnienia wynosiła 13 osób/km² (wśród 1421 gmin Górnej Normandii Haye-Saint-Sylvestre plasuje się na 662 miejscu pod względem liczby ludności, natomiast pod względem powierzchni na miejscu 66).